# Alfa,alfa-trealosio-fosfato sintasi (GDP-formante)
La alfa,alfa-trealosio-fosfato sintasi (GDP-formante) è un enzima appartenente alla classe delle transferasi, che catalizza la seguente reazione:
GDP-glucosio + glucosio-6-fosfato ⇄ GDP + α,α-trealosio 6-fosfato
Vedi anche la alfa,alfa-trealosio-fosfato sintasi (genera UDP) (numero EC 2.4.1.15)